# Anna Rosa Gattorno

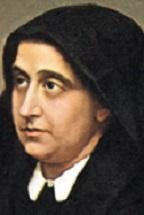
Anna Rosa Gattorno

Anna Rosa Gattorno (* 14. Oktober 1831 in Genua als Rosa Maria Benedikta Gattorno; † 6. Mai 1900 in Rom) war eine italienische Nonne und Mystikerin. Sie wurde im Jahr 2000 von Papst Johannes Paul II. seliggesprochen.

## Biografie
Sie war das zweite von sechs Kindern einer wohlhabenden genuesischen Familie. Ihr Vater Francesco Gattorno war Eigentümer eines Getreidehandels, ihre Mutter Adelaide Campanella war eine Schwester des Freimaurers Federico Campanella, eines Anhängers von Giuseppe Mazzini. Deren Bruder Federico, der Onkel von Anna Rosa Gattorno, war ebenfalls ein Gefolgsmann Mazzinis, er diente als Oberst im Stab Garibaldis. Am Tag ihrer Geburt wurde sie in der Kirche San Donato getauft und erhielt die Taufnamen Rosa, Maria und Benedikta. Sie wuchs in einer ungebrochenen katholischen Tradition auf. Wie es bei wohlhabenden Familien jener Zeit Sitte war, erhielt sie Hausunterricht. Im Alter von zwölf Jahren wurde sie von Kardinal Tadini, dem seinerzeitigen Erzbischof von Genua, gefirmt.
Mit 21 Jahren heiratete sie am 5. November 1852 auf Anraten ihrer Familie und ihres Beichtvaters einen Cousin dritten Grades, Girolamo Custo, und das junge Paar zog aus geschäftlichen Gründen nach Marseille, wo die älteste Tochter Charlotte geboren wurde. Jedoch war Custo kein geschäftlicher Erfolg beschieden, und wirtschaftlich verarmt kehrte die Familie nach Genua zurück. Dort wurden die beiden Söhne Alexander und Francesco geboren. Girolamo Custo versuchte noch einmal sein Glück in der Fremde, kehrte jedoch schwerkrank zurück. Er starb am 9. März 1858 und ließ seine 25-jährige Ehefrau mit drei kleinen Kindern als Witwe zurück. Im Juni 1858 starb auch Francesco, das jüngste ihrer drei Kinder. Die schnelle Folge so vieler trauriger Ereignisse führte zu einer grundlegenden Wende in ihrem Leben, die sie später als eine „Umkehr“ zur völligen Hingabe an den Herrn bezeichnete, womit sie sich ganz der Liebe zu ihm und zum Nächsten öffnen wollte. Sie fühlte sich durch diese Prüfungen gereinigt, glaubte den Sinn ihres Leidens zu verstehen und sah sich bestärkt, nun ihrer eigentlichen Berufung zu folgen.
Unter der Aufsicht ihres Beichtvaters Giuseppe Firpo verrichtete Rosa Gattorno, ohne dabei ihre Kinder zu vernachlässigen, gute Werke und arbeitete in den Spitälern Genuas. Ab 1855 empfing sie täglich die Heilige Kommunion, was zu jener Zeit keineswegs üblich war. Sie trat in den Dritten Orden der Franziskanerinnen ein und legte mehrere Gelübde ab, zu denen etwa ein strenges Fasten bei Brot und Wasser gehörte. Kurz nach dem Tod ihres Ehemannes legte sie im Jahre 1858 zudem die Gelübde der Keuschheit und des Gehorsams ab, zunächst jährlich, dann für immer, und fügte 1861 das Gelübde der Armut hinzu.
Im Februar 1864 wurde ihr die Leitung der von Paolo Frassinetti gegründeten „Frommen Union der Neuen Ursulinen, Töchter der hl. Maria Immakulata“ übertragen und auf Wunsch des Erzbischofs von Genua auch die Überarbeitung der für diese Kongregation vorgesehenen Regel. Nachdem sie diese Aufgabe beendet hatte, erfuhr sie in Visionen, dass sie eine eigene Gemeinschaft mit eigener Regel gründen sollte. Sie sträubte sich aus Sorge um ihre Kinder dagegen, wurde aber von ihren geistlichen Begleitern, dem Erzbischof und auch von Papst Pius IX., der sie zu einer Audienz empfing, darin bestärkt. So gab sie ihr Wirken in Genua auf und gründete am 13. März 1866 mit fünf Gefährtinnen in Piacenza eine neue Ordensgemeinschaft, deren Name zunächst „Töchter der Maria Immakulata, Kleine Schwestern des hl. Franz von Assisi“ lautete. Aufgrund des Einflusses des Lazaristenpaters Giovanni Battista Tornatore benannte Anna Rosa die von ihr gegründete Kongregation um in „Töchter von der heiligen Anna“, wie sie bis heute heißt. Am 8. April 1870 legte sie mit zwölf Mitschwestern die Ewigen Gelübde ab.
Anna Rosa baute mit ihren Schwestern verschiedene soziale Einrichtungen auf: für Arme und Kranke mit unterschiedlichen Leiden, für Alleinstehende, für Alte und Verlassene, für Kinder und Behinderte, für Jugendliche und insbesondere für Mädchen, denen sie zu einer ihnen gemäßen Ausbildung und anschließend zur Eingliederung in das Arbeitsleben verhalf. Später kamen Volksschulen für Kinder aus mittellosen Familien hinzu. In Piacenza arbeitete Gattorno auch mit dem inzwischen ebenfalls seliggesprochenen Bischof Giovanni Battista Scalabrini zusammen, besonders bei dem von dem Bischof begründeten Werk für Taubstumme.
Anna Rosa Gattorno führte ihr Werk bis zum Februar 1900 fort, als sie an einer schweren Grippe erkrankte. Sie begab sich in das Generalatshaus ihrer Kongregation in Rom, wo sie am 6. Mai 1900 gegen 9:00 Uhr starb.

## Wirkung
Bei ihrem Tod gehörten 368 Häuser ihrer Kongregation an, in denen 3500 Schwestern arbeiteten. Im Jahre 1932 wurden ihre sterblichen Überreste exhumiert und unverwest aufgefunden. Sie erhielt ihre Grablege im Generalatshaus der von ihr gegründeten Schwesternkongregation in Rom.
Am 9. April 2000 wurde sie von Papst Johannes Paul II. seliggesprochen.